# Phoxinus tennesseensis
Phoxinus tennesseensis es una especie de peces de la familia de los Cyprinidae en el orden de los Cypriniformes.

## Morfología
Los machos pueden llegar alcanzar los 7,2 cm de longitud total.

## Hábitat
Vive en rios y lagos de corriente lenta

## Distribución geográfica
Se encuentra en Virginia y Tennessee (Estados Unidos ).